# Коваленко Георгій Єфремович
Гео́ргій Єфре́мович Ковале́нко (нар. 23 квітня 1909, хутір Бєлая Берьозка Селецького лісництва Орловської губернії, тепер Трубчевського району Брянської області, Російська Федерація — 14 червня 1991, місто Грозний) — радянський діяч, голова виконавчого комітету Брянської, Грозненської та Владимирської обласних рад депутатів трудящих. Депутат Верховної Ради СРСР 2—4-го скликань.

## Життєпис
Народився в родині лісника. З 1924 року працював на лісозаготівлях.
У 1930—1931 роках — інструктор-бригадир ЦК профспілки працівників лісодеревообробної промисловості СРСР.
У 1931—1934 роках — у Червоній армії: курсант, молодший командир, політичний керівник піхотної школи радіобатальйону в Києві.
Член ВКП(б) з 1932 року.
У 1934—1940 роках — начальник спеціального відділу тресту «Брянськліс»; начальник механізованого лісопункту в Західній області, директор Жуковського ліспромгоспу в Орловській області.
У 1940—1941 роках — 1-й секретар Жуковського районного комітету ВКП(б) Орловської області.
У 1941—1944 роках — секретар з промисловості Орловського обласного комітету ВКП(б); 1-й секретар Орловського міського комітету ВКП(б); 1-й секретар Єлецького районного комітету ВКП(б); 1-й заступник голови виконавчого комітету Орловської обласної ради депутатів трудящих.
У липні 1944 — жовтні 1946 року — голова виконавчого комітету Брянської обласної ради депутатів трудящих.
З 1946 по 1949 рік навчався у Вищій партійній школі при ЦК ВКП(б).
У 1949 — січні 1957 року — голова виконавчого комітету Грозненської обласної ради депутатів трудящих.
У 1957—1960 роках — голова виконавчого комітету Владимирської обласної ради депутатів трудящих.
У 1960—1968 роках — начальник Управління харчової промисловості Чечено-Інгуської Ради народного господарства; заступник начальника об'єднання «Грозвино»; керуючий Чечено-Інгуського тресту консервної промисловості.
З 1968 року — на пенсії в місті Грозному.

## Нагороди та відзнаки
- орден Трудового Червоного Прапора (27.05.1959)
- два ордени Вітчизняної війни І ст. (,11.03.1985)
- медаль «Партизанові Вітчизняної війни» І ст.
- медаль «За перемогу над Німеччиною у Великій Вітчизняній війні 1941—1945 рр.»
- медаль «За трудову доблесть»
- медалі